# Светлана Янчева
Светлана Янчева Янчева е българска актриса.

## Биография
Родена е в град Бургас. Завършва актьорско майсторство за драматичен театър във ВИТИЗ „Кръстьо Сарафов“ в класа на професор Николай Люцканов през 1986 г.
Работила е в Драматично-куклен театър „Васил Друмев“ Шумен, Нов драматичен театър „Сълза и смях“, театър „Сфумато“ и Театър 199.
Първата проява в киното, която ѝ носи широка популярност, е главната роля във филма на режисьора Петър Попзлатев „Аз, Графинята“ през 1989 г. Известна е с участието си във филмите „Нещо във въздуха“ (1994 г.), „Подгряване на вчерашния обед“ и „Разследване“ през 2006 г. и други. Добре позната е с многото си роли на софийски театрална сцени, между които в Народния театър „Иван Вазов“ и Малък градски театър „Зад канала“.

## Театрални роли
- „Таралеж“ (Иван Радоев) – Боряна
- „Чайка“ (Антон Чехов) – Маша
- „Луда трева“ (Йордан Радичков) – Суса
- „Квартет“ (Хайнер Мюлер)
- „Верона“ (Уилям Шекспир)
- „Пиеса за бебето“ (Едуард Олби)
- „Мъртвешки танц“ (Аугуст Стриндберг)
- „Валентинов ден“ (Иван Вирипаев)
- „Животът е прекрасен“ (по „Самоубиецът“ на Николай Ердман)
- „Морски пейзаж“ (Едуард Олби)
- „Хамлет“ (Уилям Шекспир) – Гертруда
- „Жана“ (Ярослава Пулинович) – Жана
- „Човекът, който искаше“ (Антон Чехов)
- „Приятелки мои“ (драматизация на Теди Москов и Симон Шварц по филма на Марио Моничели „Приятели мои“)
- „Пияните“ (Иван Вирипаев)
- „Танцът Делхи“ (Иван Вирипаев)
- „Зимата на нашето недоволство“ (драматизация на Юрий Дачев по едноименния роман на Джон Стайнбек)

## Филмография
| Година | Филми и Сериали                                                      | Серии  | Копродукции                                                                         | Роля                         |
| ------ | -------------------------------------------------------------------- | ------ | ----------------------------------------------------------------------------------- | ---------------------------- |
| 2020   | Страх                                                                |        |                                                                                     | Светла                       |
| 2018   | Времето е наше                                                       |        |                                                                                     | Анжела Харири                |
| 2018   | 8’19”                                                                | 6 нов. |                                                                                     |                              |
| 2017   | Асансьор за пациенти                                                 |        |                                                                                     |                              |
| 2017   | Т2 Трейнспотинг (T2 Trainspotting)                                   |        | Великобритания                                                                      | майката на Вероника          |
| 2015   | Жажда                                                                |        |                                                                                     | майката на момичето          |
| 2014   | Потъването на Созопол                                                |        |                                                                                     | Джина                        |
| 2013   | Гордост                                                              |        |                                                                                     | Петя, майката                |
| 2012   | Аз съм ти...                                                         |        |                                                                                     | кастинг главна роля          |
| 2012   | Четвърта власт                                                       |        |                                                                                     | Лидия Лазарова               |
| 2012   | Цветът на хамелеона                                                  |        |                                                                                     | майката                      |
| 2011   | Аве                                                                  |        |                                                                                     | майката на Вики              |
| 2009   | Светото семейство                                                    |        |                                                                                     | Бистра                       |
| 2008   | Дзифт                                                                |        |                                                                                     | смуглата циганка             |
| 2007   | Самотни сърца                                                        |        |                                                                                     | Милена                       |
| 2006   | Приятелите ме наричат Чичо (тв)                                      |        |                                                                                     | адвокат Кирилова             |
| 2006   | Разследване                                                          |        | България/Германия/Холандия                                                          | Александра                   |
| 2005   | Майка ми                                                             |        |                                                                                     | майката                      |
| 2005   | Поколение: Изгубени и намерени („Lost and Found“)                    |        | Босна и Херцеговина/Сърбия и Черна гора / България/Германия/Унгария/Румъния/Естония | (в новелата: „Ритуалът“)     |
| 2004   | Живот със София                                                      |        |                                                                                     | София                        |
| 2002   | Рапсодия в бяло                                                      |        |                                                                                     | касиерка на гарата           |
| 2002   | Подгряване на вчерашния обед                                         |        | България/Македония                                                                  | старата Катерина             |
| 2001   | Съдбата като плъх (тв)                                               |        | България/Македония                                                                  | Мария                        |
| 2001   | Писмо до Америка                                                     |        | България/Холандия/Унгария                                                           | Дода Петра                   |
| 2000   | И Господ слезе да ни види Посетени от Господ – алтернативно заглавие |        | България/Франция                                                                    | Мария                        |
| 1996   | Приятелите на Емилия                                                 |        |                                                                                     | Мария                        |
| 1993   | Нещо във въздуха                                                     |        |                                                                                     |                              |
| 1993   | Пленникът от Трикери                                                 |        |                                                                                     |                              |
| 1989   | Аз, Графинята                                                        |        |                                                                                     | Сибила Николова, „Графинята“ |
| 1989   | Бягащи кучета                                                        |        |                                                                                     | Жана                         |
| 1985   | Смъртта може да почака                                               |        |                                                                                     | Лили                         |

## Роли в дублажа
1. „Еър Америка“ (дублаж на bTV), 2009
2. „Ловът на мишката“ (дублаж на bTV), 2004

## Награди
Получава награда за женска роля във филма „Подгряване на вчерашния обед“, както и наградата на Обществото на независимите театрални критици (ОНТК) за 2012 г. за ролята си на Серафима Илинична в спектакъла „Животът е прекрасен“.
През 2023 г. получава награда „Икар“ за водеща женска роля за Уини в „О, щастливи дни“ от Самюел Бекет в постановка на реж. Маргарита Младенова, Театрална работилница „Сфумато“. 